# VIDEO GLAY PART II
『VIDEO GLAY PART II』（ビデオ・グレイ・パート・ツー）はGLAYが1992年12月21日に配布したライブビデオ。

## 概要
ライブ「魔女狩りNIGHT PART 1」の来場者に配布された自主制作VHS。
ライブ映像の他に、リハーサルシーン等が収録されている。

## 収録曲
1. 魔女狩り
2. LOST CHILD
3. JUNK ART
4. TEARS SONG
5. TWO BELL SILENCE
6. Rhapsody
7. LOVE SLAVE